# 東庄内村
東庄内村（ひがししょうないむら）は、大分県大分郡にあった村。現在の由布市の一部にあたる。

## 地理
大分川右岸に位置していた。

## 歴史
- 1889年（明治22年）4月1日、町村制の施行により、大分郡五ヶ瀬村、大龍村、龍原村が合併して村制施行し、東庄内村が発足[1][2]。旧村名を継承した五ヶ瀬、大龍、龍原の3大字を編成[2]。
- 1954年（昭和29年）11月1日、大分郡阿南村、西庄内村、南庄内村、阿蘇野村と合併し、庄内村を新設して廃止された[1][2]。

## 産業
- 農業